# Marcel-Jean-Marie Alessandri
Marcel-Jean-Marie Alessandri, francoski general, * 1895, † 1968.